# 포블라노고추
포블라노고추(스페인어: chile poblano 칠레 포블라노[*])는 재배종 고추이다. 작을 때 따서 말린 것은 안초고추(chile ancho 칠레 안초[*]), 다 자란 뒤 따서 말린 것은 물라토고추(chile mulato 칠레 물라토[*])라 부른다.

## 이름
멕시코의 푸에블라주가 원산지인 고추여서 "포블라노(poblano→푸에블라의)"라는 이름이 붙었다.

## 특징
스코빌 지수가 1,000~1,500(SHU) 정도로, 별로 맵지 않은 고추이다.

## 사진 갤러리

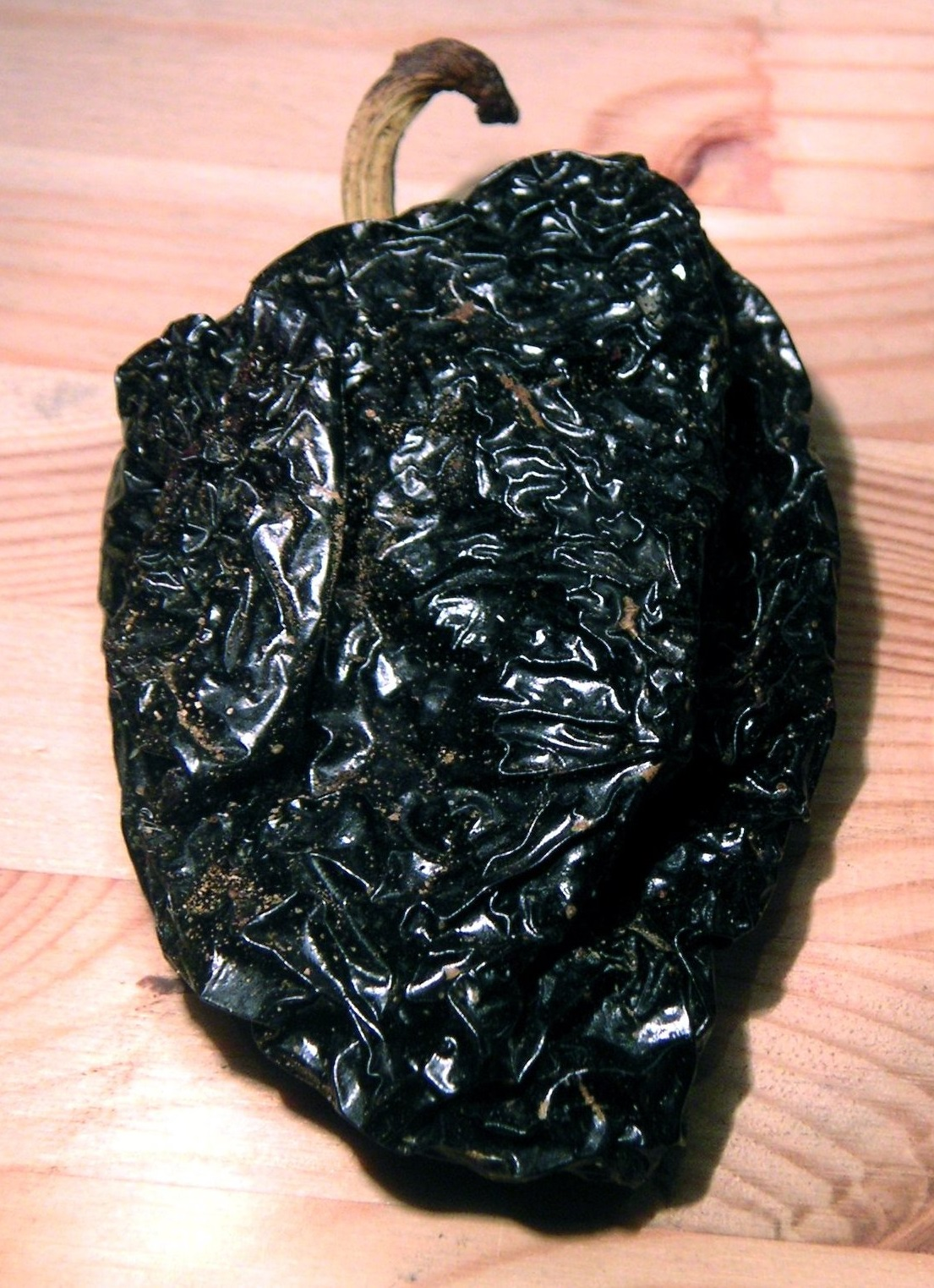
안초고추
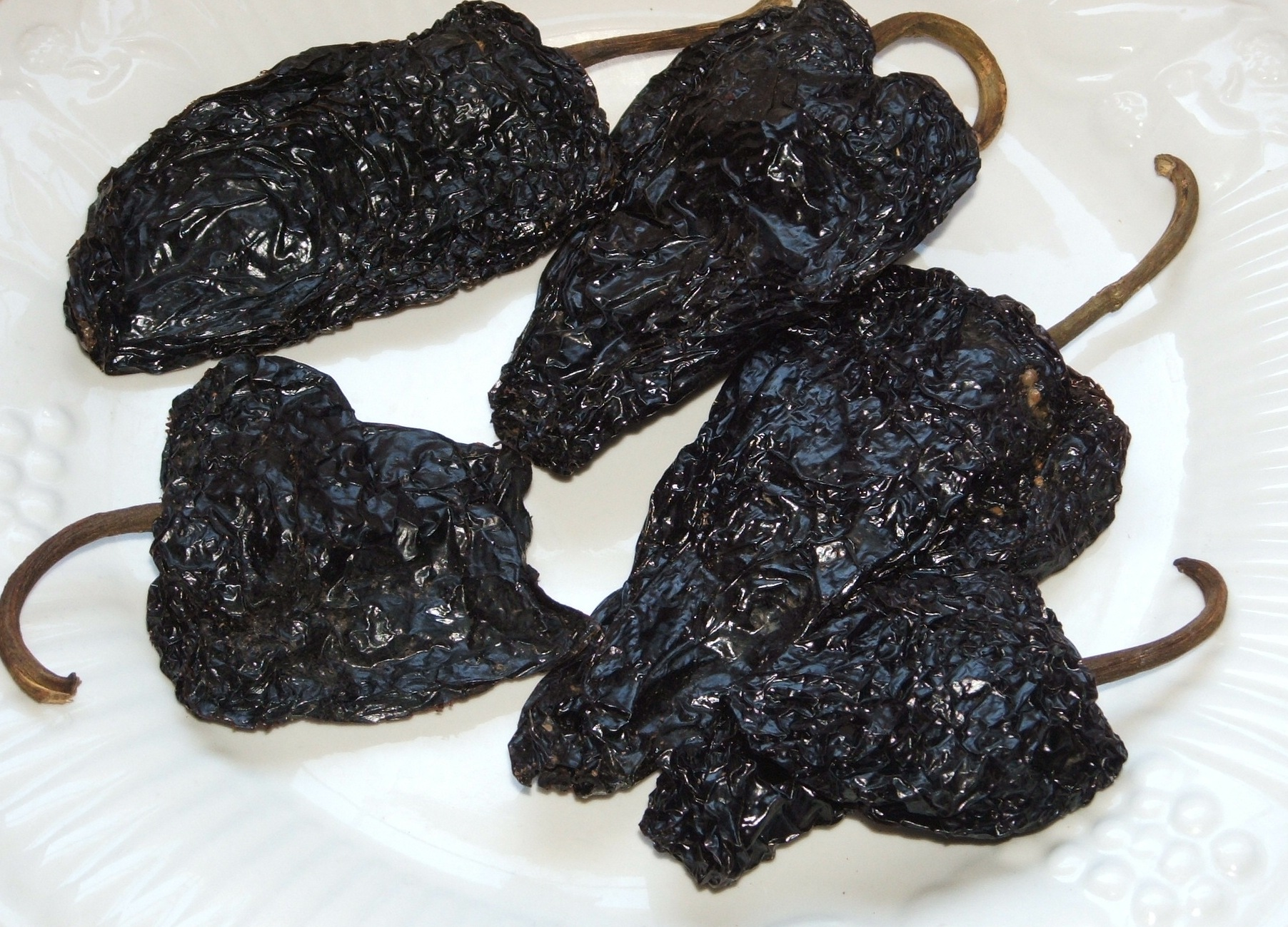
물라토고추